# Fall in Love (青山テルマの曲)
「Fall in Love」（フォール イン ラヴ）は、青山テルマ×SOL from BIGBANGのシングル。青山テルマのシングルとしては8作目となる。2010年1月27日にリリース。

## 概要
2010年第1弾シングル。韓国の男性アイドルグループ・BIGBANGメンバーのSOL（テヤン）とのコラボレーション・シングル。

## 収録曲
1. Fall in Love (4:18)
(作詞：Shoko Fujibayashi / 作曲：Jeff Miyahara, Jeremy Soule, 青山テルマ / 編曲：Jeff Miyahara, Jeremy Soule)
2. Believe (4:29)
(作詞：青山テルマ, MONA / 作曲：Shunsuke Tsuri / 編曲：Taichi Nakamura)
TX系「バンクーバーオリンピック」テーマソング。
3. Fall in Love (Instrumental) (4:18)
4. Believe (Instrumental) (4:29)